# جکسنویل، شهرستان سنتر، پنسیلوانیا
جکسنویل (به انگلیسی: Jacksonville) یک منطقهٔ مسکونی در ایالات متحده آمریکا است که در شهرستان سنتر، پنسیلوانیا واقع شده‌است. جکسنویل ۰٫۳۷ کیلومتر مربع مساحت و ۹۵ نفر جمعیت دارد و ۲۷۴٫۹۳ متر بالاتر از سطح دریا واقع شده‌است.